# John Dury
Pour les articles homonymes, voir Dury.
John Dury (ou Durie, Duré ou encore Duræus), né à Édimbourg vers 1599-1600 et mort à Cassel le 26 septembre 1680, est un théologien, bibliothécaire et pasteur d'origine écossaise.

## Biographie
Après avoir suivi son père sur le continent, Dury étudie la théologie aux académies de Leyde et de Sedan ainsi qu'à l'université d'Oxford. En 1621, il est nommé précepteur en France, puis est pasteur de la communauté réformée francophone clandestine de Cologne (1625-1626). Il est ensuite secrétaire de l'envoyé d'Angleterre en Prusse orientale, à Elbing où il devient prédicateur de la communauté anglicane. En 1628, convaincu de s'atteler à la réunion des protestants européens par les autorités suédoises occupant la ville, il y consacrera toute son existence à partir de 1629.
Influencé par le ramisme et par les utopies du début du siècle (dont celles de Bacon, Campanella ou Johann Valentin Andreae), il chercha surtout à induire une analyse méthodique de la désunion et développa diverses méthodes iréniques pour pallier la séparation des protestants, principalement orientées vers un christianisme pratique.
Afin de persuader les autorités des pays protestants et les théologiens luthériens et calvinistes de l'intérêt de sa démarche de rapprochement, Dury voyagera à travers toute l'Europe, en particulier en Hollande, en France, dans les Pays scandinaves, en Suisse et en Allemagne. Il sera ainsi confronté à l'opposition de nombreux théologiens luthériens (parmi lesquels Johannes Hülsemann (de), Johann Conrad Dannhauer, Balthasar Bebel, Abraham Calov et Johannes Meisner (de)) et réformés (dont Lucas Gernler et François Turretin) ; mais ses tentatives iréniques rencontreront également l'intérêt de personnalités politiques, comme le roi Gustave II Adolphe de Suède, le chancelier de Suède Axel Oxenstierna ou Olivier Cromwell, ainsi que de théologiens comme Calixtus.
Protégé des landgraves de Hesse-Cassel, et réfugié à Cassel même dès le milieu des années 1670, Dury y publiera ses derniers écrits. Accusé de socinianisme, d'arminianisme et de positions proches de celle de l'enthousiasme, il sera finalement exclu de l'Église réformée de Cassel à l'été 1677. Isolé, il se tournera alors vers certains quakers (Benjamin Furly, William Penn et Robert Barclay) en tentant d'obtenir leur soutien. Malgré une rencontre avec Penn, en août 1677, et un échange de lettres avec Furly et Barclay, les tentatives de Dury semblent être restées infructueuses.
Marqué par un millénarisme pourtant différent de celui de son ami Petrus Serrarius, Dury est l'auteur de diverses réflexions en matière d'herméneutique, marquées par une nette orientation rationaliste et moralisante, et de réforme de la pédagogie et de l'enseignement de la théologie. Il se situe ainsi en amont du piétisme et est à la croisée des influences de Johann Arndt et de William Ames.
Chargé de la réorganisation de la bibliothèque de St James par le gouvernement républicain, il rédigea à cette occasion un des premiers traités de bibliothéconomie, The Reformed Librarie-Keeper (1650).
Un temps ami de Grotius et en contact avec Descartes et Baxter, il fut avec Samuel Hartlib et Comenius l'un des membres du cercle d'intellectuels anglais à l'origine de la Royal Society dont son beau-fils, Henry Oldenburg, ami de Spinoza, fut le premier secrétaire.

## Œuvres (sélection)
- Analysis Demonstrativa.
- Paraenesin.
- Answer to the Lutherans.
- De pace inter evangelicos procuranda sententiæ quatuor quarum tres a reverendis Dominis episcopis (1638) avec Thomas Morton, John Davenant et Joseph Hall.
- A Briefe Relation of That Which Hath Been Lately Attempted to Procure Ecclesiasticall Peace Amongst Protestants, 1641.
- A summary discourse concerning the work of peace ecclesiasticall, 1641).
- Consultatio theologica super negotio pacis ecclesiasticæ promovendo, 1641.
- Good counsells for the peace of reformed churches, 1641) avec John Davenant, Thomas Morton, Joseph Hall and James Ussher.
- A motion tending to the publick good of this age and of posteritie, 1642.
- An epistolary discourse, 1644.
- A model of church-government, 1647.
- Considerations tending to the happy Accomplishment of Englands Reformation in Church and State, 1647) avec Samuel Hartlib.
- The Reformed School, 1648), edited by H. M. Knox (1958.
- Considerations Concerning the Present Engagement, 1649.
- A Seasonable Discourse ... 1. What the Grounds and Method of our Reformation ought to be in Religion and Learning. 2. How, even in these times of distraction, the Work may be advanced: By the Knowledge of Orientall tongues and Jewish mysteries; By an agency for advancement of universall learning., 1649.
- The Reformed Librarie-Keeper, 1650)  Online text at Project Gutenberg.
- The unchanged, constant, and single-hearted Peace-maker drawn forth into the world, 1650.
- Objections Against the Taking of The Engagement Answered, 1650.
- Jvst re-proposals to humble proposals, 1650.
- The Reformed Spiritual Husbandman, 1652.Principalement dû à Hartlib, PDF extract.
- A summarie platform of the heads of a body of practicall divinity which the ministers of the Protestant churches abroad have sued for, and which is farther enlarged in a treatise intituled, An earnest plea for gospel-communion, 1654.
- A Declaration of John Dury, to make known the Truth of his Way and Deportment in all these Times of Trouble, 1660.
- Irenicorum Tractatuum Prodromus, 1662.
- Extractum ex harmonia confessionum oblatum ecclesiis reformatis ut examinetur antequam opus ipsum Lutheranis offeratur, 1671.
- Touchant l'intelligence de l'Apocalypse par l'Apocalypse même, 1674.
- Le Vrai Chrestien, 1676.